# Cererile norodului românesc
Cererile norodului românesc (a apărut ca Cererile norodului rumânesc) a fost un document cu caracter constituțional elaborat de Tudor Vladimirescu la 17 ianuarie 1821. În cele peste 30 de puncte ale acestui act, se evidenția scopul revoluției de la 1821, ca fiind acela de a se pune capăt amestecului puterilor străine în treburile interne ale țării, ca și realizarea unor reforme. Se insista asupra înființării unui stat obștesc, domn pământean, ales de cler și boieri. 

## Conținutul documentului
| “ | 17 ianuarie 1821 Domnul țării să nu aducă cu înălțimea sa aicea în țară mai mulți boieri greci decât patru, adică un postelnic mare i un cămăraș i un portar și un grămatic mare. Toate scaunele arhierești și toate mănăstirile țării să fie apărate cu totul de către călugări greci, rămâind pe sama țării, precum este legat și precum să coprinde în hatișeriful răposatului întru fericire împăratul sultan Selim din anul 1802. Din șase dăjdii, care s-au întocmit de către măria sa domnul Caragea, două să lipsească cu totul, iar patru să rămâie după aceiași legătură socotindu-se pe trei luni, una. Toate câte s-au întocmit și s-au făcut de către răposat întru fericire domnul Alexandru Șuțu să strice cu totul, și să rămâie toți streinii și toate cumpăniile precum s-au întocmit de către măria sa domnul Caragea; cum și toate ludile câte s-au mai adăogat pe la județe de către numitul domn Suțu să scază; iar anaforalile1 și întăririle ce s-au făcut de către acel domn asupra arătatelor madele2, în fața norodului, să arză toate; precum și oieritul și dijmăritul și vinăriciu, să nu fie slobod a să mai adăuga măcar un bănuț piste legătura ce s-au făcut de către domnul Caragea.[…] Toate dregătoriile țării, atât cele politicești, cât și cele bisericești, de la cea mare până la cea mai mică, să nu să mai orânduiască prin dare de bani, pentru ca să poată lipsi jafurile din țară. Asemenea și toate dările preoțești să scază, după cuviință. Și preoți cu dare de bani să nu mai facă, ci numai care va fi destoinic și unde face trebuință. Zapcii prin plăși să nu fie slobod a să orândui câte doi, ci numai câte unul, și acela să fie pământean, și prin chezășie că nu va face jaf. Caftane cu bani să înceteze cu totul de a să mai face, ci numai după slujbă. Poslușnicii să lipsească cu totul, fiindcă este numai un catahrisis al țării și folos al jefuitorilor; precum și toți scutelnicii. Dregătoria spătării cei mari, dimpreună cu toți dregătorii și toți slujitorii spătărești, să lipsească cu totul, fiindcă este de mare stricăciune țării, despre partea jafurilor, cu căpităniile lor cele spătărești. Țara să fie volnică a-ș face și a ținea patru mii de ostași panduri cu căpeteniile lor și două sute arnăuți, scutiți de toate dările, și cu leafă ușoară, a cărora leafă să economisească din veniturile mănăstirilor. Toate lefile streinilor să lipsească cu totul. Toți dregători judecătoriilor și ai calemurilor să împuțineze, rămâind numai precum au fost în vechime; și lefile să le fie ușoare. Asemenea și havaetu jălbilor și cărților de judecată să scază. Prăvilniceasca Condică a domnului Caragea să lipsească cu totul, nefiind făcută cu voința a tot norodul; iar a domnului Ipsilant să rămâie bună și să urmeze. | ” |

## Vezi și
- Constituția Cărvunarilor